# العلاقات الميانمارية النيجيرية
العلاقات الميانمارية النيجيرية هي العلاقات الثنائية التي تجمع بين ميانمار ونيجيريا.

## مقارنة بين البلدين
هذه مقارنة عامة ومرجعية للدولتين:
| وجه المقارنة                                              | ميانمار          | نيجيريا                     |
| --------------------------------------------------------- | ---------------- | --------------------------- |
| المساحة (كم2)                                             | 676.58 ألف       | 923.77 ألف                  |
| عدد السكان (نسمة)                                         | 53.37 مليون      | 190.89 مليون                |
| الكثافة السكانية (ن./كم²)                                 | 78.88            | 206.64                      |
| العاصمة                                                   | نايبيداو، يانغون | أبوجا، لاغوس                |
| اللغة الرسمية                                             | اللغة البورمية   | لغة إنجليزية، اللغة اليوربا |
| العملة                                                    | كيات ميانماري    | نيرة نيجيرية                |
| الناتج المحلي الإجمالي (بليون دولار)                      | 69.32 مليار      | 375.77 مليار                |
| الناتج المحلي الإجمالي (تعادل القوة الشرائية) بليون دولار | 282.95 مليار     | 1.09 تريليون                |
| الناتج المحلي الإجمالي الاسمي للفرد دولار أمريكي          | 1.16 ألف         | 2.64 ألف                    |
| الناتج المحلي الإجمالي للفرد دولار أمريكي                 |                  | 5.91 ألف                    |
| مؤشر التنمية البشرية                                      | 0.536            | 0.514                       |
| رمز المكالمات الدولي                                      | +95              | +234                        |
| رمز الإنترنت                                              | .mm              | .ng                         |
| المنطقة الزمنية                                           | ت ع م+06:30      | ت ع م+01:00                 |

## منظمات دولية مشتركة
يشترك البلدان في عضوية مجموعة من المنظمات الدولية، منها:
| علم المنظمة | اسم المنظمة                        | تاريخ انضمام ميانمار | تاريخ انضمام نيجيريا |
| ----------- | ---------------------------------- | -------------------- | -------------------- |
|             | مؤسسة التنمية الدولية              | 5 نوفمبر 1962        | 14 نوفمبر 1961       |
|             | المنظمة الهيدروغرافية الدولية      | ?                    | ?                    |
|             | مؤسسة التمويل الدولية              | 3 ديسمبر 1956        | 30 مارس 1961         |
|             | منظمة حظر الأسلحة الكيميائية       | ?                    | ?                    |
|             | يونسكو                             | 27 يونيو 1949        | 14 نوفمبر 1960       |
|             | الأمم المتحدة                      | 19 أبريل 1948        | 7 أكتوبر 1960        |
|             | الاتحاد الدولي للاتصالات           | 15 سبتمبر 1937       | 11 أبريل 1961        |
|             | منظمة الشرطة الجنائية الدولية      | ?                    | ?                    |
|             | البنك الدولي للإنشاء والتعمير      | 3 يناير 1952         | 30 مارس 1961         |
|             | الاتحاد البريدي العالمي            | ?                    | ?                    |
|             | وكالة ضمان الاستثمار متعدد الأطراف | 16 ديسمبر 2013       | 12 أبريل 1988        |
|             | منظمة التجارة العالمية             | ?                    | ?                    |

## وصلات خارجية
- موقع وزارة الخارجية الميانمارية
- موقع وزارة الخارجية النيجيرية